# Samuel W. Arnold

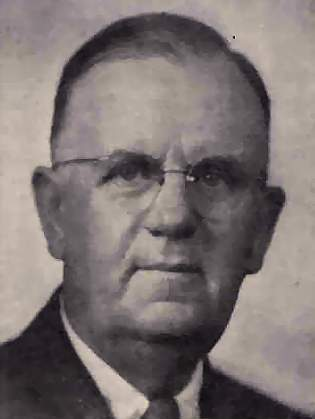
Samuel W. Arnold, etwa 1943

Samuel Washington Arnold (* 21. September 1879 bei Downing, Schuyler County, Missouri; † 18. Dezember 1961 in Kirksville, Missouri) war ein US-amerikanischer Politiker. Zwischen 1943 und 1949 vertrat er den Bundesstaat Missouri im US-Repräsentantenhaus.

## Werdegang
Samuel Arnold besuchte die öffentlichen Schulen in Coffey und danach bis 1902 das Kirksville State Teachers College. Für einige Jahre arbeitete er als Lehrer und Schulrat. 1903 gab er den Schuldienst auf. Im folgenden Jahr war er bei der Steuerbehörde in St. Louis beschäftigt. Zwischen 1905 und 1908 arbeitete er in Atlanta (Missouri) als Holzhändler. Dann zog er nach Kirksville, wo er die Firma Arnold Lumber Co. gründete, die ebenfalls im Holzgeschäft tätig war.
Politisch war Arnold Mitglied der Republikanischen Partei. Bei den Kongresswahlen des Jahres 1942 wurde er im ersten Wahlbezirk von Missouri in das US-Repräsentantenhaus in Washington, D.C. gewählt, wo er am 3. Januar 1943 die Nachfolge von Milton A. Romjue antrat. Nach zwei Wiederwahlen konnte er bis zum 3. Januar 1949 drei Legislaturperioden im Kongress absolvieren. Diese waren von den Ereignissen des Zweiten Weltkrieges und dessen Folgen bestimmt.
In den Jahren 1948, 1950 und 1952 bewarb sich Arnold erfolglos um seinen Verbleib im bzw. seine Rückkehr in den Kongress. Danach zog er sich in seinen Ruhestand zurück. Er starb am 18. Dezember 1961 in Kirksville. Seit 1904 war er mit Myra Gertrude Mills verheiratet.